# Dioclea wilsonii
Dioclea wilsonii är en ärtväxtart som beskrevs av Paul Carpenter Standley. Dioclea wilsonii ingår i släktet Dioclea och familjen ärtväxter. Inga underarter finns listade i Catalogue of Life.